# رافائيل فيتي
رافائيل الينكار فيتي (بالإنجليزية: Rafael Alencar Vitti)‏، ولد في 2 نوفمبر 1995 في ريو دي جانيرو، هو ممثل وموسيقي وشاعر برازيلي. وهو نجل الممثلين جواو فيتي وفاليريا ألينكار، وشقيق الممثل فرانسيسكو فيتي.
أثناء تسجيل مسلسل أحلام التمرين، بدأ بمواعدة الممثلة إيزابيلا سانتوني، شريكته الرومانسية في القصة. انتهت العلاقة في مايو 2015، بعد وقت قصير من انتهاء المسلسل.
في فبراير 2017، بدأ مواعدة الممثلة تاتا ويرنيك، ولكن بدأت العلاقة في أغسطس فقط. وفي أكتوبر 2018 انتقلوا للعيش معًا. في 23 أكتوبر 2019، ولدت كلارا، الابنة الأولى للزوجين.

## وصلات خارجية
- رافائيل فيتي على موقع IMDb (الإنجليزية)
- رافائيل فيتي على موقع روتن توميتوز (الإنجليزية)
- رافائيل فيتي على موقع قاعدة بيانات الفيلم (الإنجليزية)